# Gare de Mizonokuchi
La gare de Mizonokuchi (溝の口駅, Mizonokuchi-eki) est une gare ferroviaire de la ville de Kawasaki, dans la préfecture de Kanagawa, au Japon. La gare est gérée par la compagnie Tōkyū.

## Situation ferroviaire
La gare de Mizonokuchi est située au point kilométrique (PK) 11,4 de la ligne Tōkyū Den-en-toshi. Elle marque la fin de la ligne Tōkyū Ōimachi.

## Histoire
La gare a été inaugurée le 15 juillet 1927.

## Service des voyageurs

### Accès et accueil
La gare dispose d'un bâtiment voyageurs, avec guichet, ouvert tous les jours.

### Desserte
- Ligne Den-en-toshi :
  - voie 1 : direction Chūō-Rinkan
  - voie 4 : direction Shibuya (interconnexion avec la ligne Hanzōmon pour Oshiage)
- Ligne Ōimachi :
  - voies 2 et 3 : direction Tachikawa

### Intermodalité
La gare est en correspondance avec la gare de Musashi-Mizonokuchi sur la ligne Nambu.